# Outta My Head (Ay Ya Ya)
«Outta my head (Ay ya ya)» —en español: «Fuera de mi cabeza (Ay ya ya)»— 
es una canción de la cantante pop rock Ashlee Simpson, lanzada como primer sencillo de su tercer álbum de estudio, Bittersweet World.

## Información de la canción
Producida por Timbaland quien también produjo otras canciones del álbum como, las conocidas, Murder, Rulerbreaker y Can't have it all, mientras que Chad Hugo produjo las demás canciones. 
Está escrita por Ashlee Simpson, Timbaland y Kenna quienes ayudaron a escribir parte de las canciones de Bittersweet World. La probable fecha del lanzamiento del sencillo de "Outta my head (Ay ya ya)" CDs sería el 11 de febrero de 2008.
La canción trata de las distintas opiniones que dan vueltas en su cabeza como voces volviéndola loca.

## Video musical
El video musical fue dirigido por Alan Ferguson, Ashlee filmó el video de la canción entre el 6 y el 7 de diciembre. En una entrevista con Billboard que lo describió como surrealista influencias, que citan a Salvador Dalí y Being John Malkovich. Su actual esposo, Pete Wentz, describió el video como "Probablemente el vídeo más loco que he visto de ella" y dijo que, al igual que Ashlee, la canción "tiene este tipo de personalidad múltiple". 
El vídeo fue estrenado el 19 de diciembre de 2007 y Simpson apareció el 20 de diciembre en un episodio de MTV's Total Solicitud Live para el estreno del vídeo en el show.
Simpson describió el video como "ambicioso" y "como una pieza de arte", y dijo que se trata de entrar en "otro mundo y nunca se sabe lo que es real".

## Historial de publicación
| País           | Fecha                   | Formato        |
| -------------- | ----------------------- | -------------- |
| Estados Unidos | 11 de diciembre de 2007 |                |
| Australia      | 11 de febrero de 2008   |                |
| Reino Unido    | 20 de abril de 2008     | iTunes         |
| Reino Unido    | 20 de abril de 2008     | Disco compacto |
| Alemania       | 16 de mayo de 2008      |                |

## Posicionamiento
| Listas (2007)                  | Posición |
| ------------------------------ | -------- |
| Canadá Hot 100                 | 59       |
| U.S. Billboard Hot 100 Singles | 121      |

| Listas (2008)           | Posición |
| ----------------------- | -------- |
| Venezuela Top 20 Anglo  | 3        |
| Croacia Top 50 Chart    | 13       |
| Irlanda Singles Chart   | 15       |
| Australia Single Chart  | 16       |
| UK Single Chart         | 24       |
| Alemania Top 100 Single | 30       |
| World Top 100 Singles   | 36       |
| Europa Hot 100 Singles  | 37       |
| Europa 200              | 57       |
| Rumania Top 100         | 97       |

- Datos: Q2557500